# NGC 4392
NGC 4392 is een compact sterrenstelsel in het sterrenbeeld Jachthonden. Het hemelobject ligt 320 miljoen lichtjaar van de Aarde verwijderd en werd op 27 april 1788 ontdekt door de Duits-Britse astronoom William Herschel.

## Synoniemen
- MCG 8-23-23
- ZWG 244.12
- 1ZW 35
- PGC 40499